# Marzena Komsta
Marzena Komsta (ur. 7 lutego 1970 w Gdyni) – polska kompozytorka, od 1993 zamieszkała na stałe we Francji.

## Życiorys

### Wykształcenie muzyczne
W latach 1989–1990 studiowała kompozycję u Eugeniusza Głowskiego w Akademii Muzycznej w Gdańsku, a następnie w latach 1990–1994 u Zbigniewa Bagińskiego i Włodzimierza Kotońskiego w Akademii Muzycznej w Warszawie. Naukę kontynuowała za zagranicą, gdzie studiowała w latach 1993–1996 u Phillippe’a Manoury’ego i Dennisa Lorraina w Konserwatorium Lyońskim na Wydziale Kompozycji, Muzyki Akustycznej, Elektroakustycznej i Informatyki Muzycznej.
W 1996 roku została przyjęta do Formation Doctorale en Musique et Musicologie du XXe siècle (w dziedzinie kompozycji tworzonej przy pomocy komputera) przy l’Institut de Recherche et de Coordination Acoustique-Musique (IRCAM)/Sorbona/EHESS/CNRS w Paryżu. Brała udział w wielu kursach kompozytorskich, m.in. Międzynarodowych Letnich Kursach dla Młodych Kompozytorów w Kazimierzu Dolnym w roku 1991 i 1993, gdzie pracowała pod kierunkiem takich kompozytorów, jak Krzysztof Penderecki, Magnus Lindberg, Louis Andriessen, Tristan Murail, czy Georges Aperghis. Wiedzę muzyczną rozwijała na Kursach muzyki współczesnej i komputerowej, m.in. na Kursie Francuskiej Muzyki Współczesnej w roku 1991 i Kursie Muzyki Komputerowej w roku 1992, które zostały zorganizowane przez Akademię Muzyczną w Warszawie, oraz na Kursach Kompozycji w Awinionie w latach 1992, 1994, 1996.
Uczestniczyła również w licznych seminariach poświęconych muzyce współczesnej i nowym technologiom, m.in. w Lyonie. Ponadto otrzymała stypendia: Akademii Muzycznej w Warszawie w okresach 1990–1991 i 1993–1994, stypendium Witolda Lutosławskiego w latach 1993 i 1996–1997, oraz stypendium francuskiej fundacji „Nadia et Lili Boulanger” w roku 1995. W roku 1996 została nominowana do nagrody „Paszport” tygodnika „Polityka”.
Muzyka Marzeny Komsty zainspirowała wielu artystów do utworzenia obrazów filmowych, choreografii i instalacji plastycznych, prezentowanych m. in na festiwalach RoboticArte we Włoszech, Maison de la Danse w Lionie, we Francji, Harpsichorpheus Project w Holandii, Artist’s Work in Black w Japonii czy Festiwal Polskich Wideoklipów Yach Film (nominacja do nagrody najlepszego polskiego wideoklipu w kategorii Inna Energia).
Od 1995 roku, Marzena Komsta jest członkiem SACEM-u (Société des Auteurs, Compositeurs et Editeurs de Musique).

### Nagrody

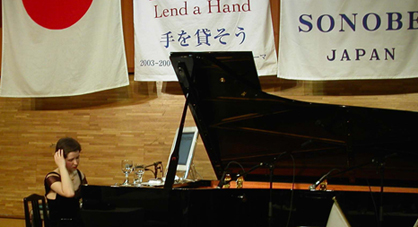
Marzena Komsta podczas koncertu w Rotary Club Sonobe, Japonia, styczeń 2004

Utwory – zarówno instrumentalne, jak i elektroniczne – nagradzane były na konkursach kompozytorskich, takich jak: Międzynarodowy Konkurs Kompozycji na Fortepian „Manuel Valcárcel” w Santander, Konkurs „Ensemble Orchestral Contemporain” i „Grame” w Lyonie oraz Konkurs im. Toli Korian w Londynie. Jest również laureatką prestiżowej nagrody Villa Kujoyama w Kioto (Japonia), gdzie w 2003 została mianowana kompozytorem rezydentem. Otrzymała zamówienia od Rządu Francuskiego, Studio GRAME w Lyonie, Muzeum Sztuk Pięknych/Ensemble Rhizo’Instrumental w Rennes, Ernst von Siemens Musikstiftung/Warszawska Jesień, festiwali Musica w Strasburgu, Rendez-vous Musique Nouvelle w Forbach (dla Elżbiety Chojnackiej), Gdańskich Spotkań Młodych Kompozytorów, Musica Polonica Nova we Wrocławiu, a także wielu wykonawców, m.in. Orkestr De Ereprijs, Ensemble Suo Tempore. Z ramienia Rządu Francuskiego reprezentowała w Japonii francuską scenę muzyczną. Wykładała swoją twórczość na japońskich uniwersytetach.

### Festiwale
Jej muzyka wykonywana była na festiwalach:
- Warszawska Jesień[1]
- Gdańskie Spotkania Młodych Kompozytorów
- International Review of Contemporary Music w Belgradzie
- „ppianissimo” w Sofii
- „Musica” w Strasburgu
- „Rendez-vous Musique Nouvelle” w Forbach
- „Aujourd’hui Musique” w Perpignan
- Youth Music Forum w Kijowie
- Contrasts we Lwowie
- DAAD/Sender Freies Berlin
- RoboticArte – Computer Art Festival we Włoszech,
- Musicora w Paryżu,
- AcousMania w Bukareszcie,
- Ritmy we Francji,
- Biennale de Paris/SUXUS,
- Musica Polonica Nova we Wrocławiu,
- Musica Nigella, Opalowe Wybrzeże, Francja,

jak również prezentowana na antenie radiofonii w Polsce, Niemczech (Sender Freies Berlin, Westdeutsche Rundfunk, SR2, „Kultur Radio”), Francji („France Musique”, „France Culture”), Holandii, Hiszpanii, Japonii (NHK – „Best of Classics”), Stanów Zjednoczonych, Kanady i Nowej Zelandii.
W 2006 roku brała udział w Festiwale Polskich Wideoklipów Yach Film.

## Kompozycje
- OBEREK na fortepian (1988)
- NOBODY KNOWS THE DAY – na mieszany chór (1989)
- KIRP – na kwartet smyczkowy (1990)
- CINQ MINIATURES – na fortepian (1990)
- HO-YI-A – na skrzypce i klawesyn (1991)
- NIECHCIANYM PROMETEUSZOM na wielką orkiestrę symfoniczną (1991 – dla Festiwalu Gdańskie Spotkania Młodych Kompozytorów)
- HARD DAY na trzech perkusistów (1992)
- OQIVIAN na taśmę (1993)
- AGMEN – na orkiestrę kameralną (1993 – zamówienie Orkestr De Ereprijs)
- BRUN na skrzypce (1994)
- …TU SAIS? na flet, perkusję i klawesyn amplifikowane, małą orkiestrę, taśmę i system informatyczny w czasie realnym, (1995)
- LFDLC (LE F DE LA C) – na jeden fortepian i trzech pianistów(1996 – na XX rocznicę istnienia Centre Acanthes)
- A TOI, MON AMOUR – UNE PIECE CRUELLE – na fortepian (1997-98)
- Ô! – DANS L’OMBRE” na cl, sopran, perc, vn i vc (2000- zamówienie Ensemble Suo Tempore)
- PRIMAIRE… HUMAIN na klawesyn (2000 – zamówienie Festiwalu Rendez-vous Musique Nouvelle w Forbach dla Elżbiety Chojnackiej)
- NOC/PORTRET – na małą sinfoniettę (2001 – zamówienie Ensemble Rhizo’Instrumental i Muzeum Sztuk Pięknych w Rennes)
- JOURNAL EN RAFALES – na sekstet (2001 – zamówienie Festiwalu Musica w Strasburgu dla zespołu Accroche Note),
- PENSÉES – 7 krótkich utworów na wibrafon (2002)
- LES ESPACES DE MES REVES na fortepian, głos szeptany, nietypowe obiekty dźwiękowe i system elektroakustyczny w czasie realnym Max/MSP (2003)
- DESIRE na taśmę (2005)
- SONGE XXV na fortepian i system elektroakustyczny w czasie realnym Max/MSP (2006)
- 魂の底から – TAMASHII NO SOKO KARA („Z głębi duszy“) na shakuhachi (2007)
- „STELFER” na zespół i elektronikę (Cité de la Musique w Paryżu, Ensemble 2e2m, dyr. Pierre Roullier, zamówienie Instytutu Adama Mickiewicza) 2014
- "AD LUCEM" na 12-głosowy chór żeński (2022)
- "IN DEATH I FOUND LIFE" na sopran, alt, klarnet i fortepian  (2023)
- "SEQUENTIA" na amplifikowany kwartet smyczkowy i elektronikę  (2024)

## Dyskografia
- „Agmen” na orkiestrę kameralną; “Warsaw Autumn 1995 N°5”, De Ereprijs, dir. Wim Boerman
- „Oqivian” na taśmę; “Warsaw Autumn 2001 N° 5”
- „Langueur” na fortepian – wersja na combo jazzowe: Contemporary Quartet, Not Two MW 744-2, 2002
- „Nuit/Portrait” na sinfoniettę; “Warsaw Autumn 2003 N°1”, Ensemble Algoritmo, dir. Marco Angius
- „Desire” na taśmę; CD+DVD “Olter”, Polskie Radio 2005 PRCD496/PRDVD 496A
- „Tamashii no soko kara” („Z głębi duszy“) na shakuhachi, Wielki Mistrz (Dai Shihan) Sôzan C. Kariya – shakuhachi; “Japan: Shakuhachi & Koto », Air Mail Music, 2008, ASIN B0015NQBFO
- „Tamashii no soko kara”, Sôzan C. Kariya – shakuhachi, CD „A Journay Around The World” Air Mail Music 2010, SA142002